# 자규루 및 관풍헌
자규루 및 관풍헌(子規樓 및 觀風軒)은 대한민국 강원특별자치도 영월군 영월읍에 있는 조선시대의 건축물이다. 1971년 12월 16일 강원특별자치도의 유형문화재 제26호로 지정되었다.

## 현지 안내문
관풍헌은 조선시대 지방의 업무를 처리하던 관청건물로 앞면 3칸·옆면 3칸 규모의 건물과 부속건물로 이루어져 있다. 현재는 조계종 보덕사에서 포교당으로 이용하고 있다. 이곳에서 약 50m 정도 떨어진 곳에 자규루라는 누각이 있다.
자규루는 단종(재위 1452∼1455)이 세조(재위 1455∼1468)에게 왕위를 빼앗기고 유배되었을 때 잠시 지내던 곳이다. 단종은 이 누각에 자주 올라가 자규시를 지었다고 한다. 자규란 피를 토하면서 구슬피 운다고 하는 소쩍새를 가르키는 말로 자신의 처지를 견주어 지은 것이다. 원래는 세종 10년(1428) 군수 신권근에 의해 지어져 ‘매죽루’라 불리었으나 단종의 자규시가 너무 슬퍼 누각이름을 매죽루에서 자규루로 바꿨다고 한다. 그 후 많이 퇴락해 민가가 들어섰는데, 정조 15년(1791) 강원도 관찰사 윤사국이 이곳을 돌아다니다 그 터를 찾아 복원하였다.
앞면 3칸·옆면 2칸 규모의 2층 누각이며, 옆면에서 볼때 여덟 팔(八)자 모양인 팔작지붕집이다.

## 자규루
자규루는 단종(재위 1452∼1455)이 세조(재위 1455∼1468)에게 왕위를 빼앗기고 유배되었을 때 잠시 지내던 곳이다. 단종은 이 누각에 자주 올라가 자규시를 지었다고 한다. 자규(子規)는 피를 토하면서 구슬피 운다고 하는 소쩍새를 가리키는 말로 자신의 처지를 견주어 지은 것이다. 원래는 세종 10년(1428) 군수 신권근에 의해 지어져 '매죽루'라 불리었으나 단종의 자규시가 너무 슬퍼 누각이름을 매죽루에서 자규루로 바꿨다고 한다. 그 후 많이 퇴락해 민가가 들어섰는데, 정조 15년(1791) 강원도 관찰사 윤사국이 이곳을 돌아다니다 그 터를 찾아 복원하였다.
앞면 3칸·옆면 2칸 규모의 2층 누각이며, 옆면에서 볼때 여덟 팔(八)자 모양인 팔작지붕집이다.
자규시(子規詩: 소쩍새 시), 단종(端宗)
一自寃禽出帝宮 (일자원금출제궁) : 한 마리 원통한 새 궁중을 나와
孤身隻影碧山中 (고신척영벽산중) : 외로운 몸 외짝 그림자 푸른 산중을 헤맨다
假眠夜夜眠無假 (가면야야면무가) : 밤마다 잠을 청하나 잠은 이룰 수 없고
窮恨年年恨不窮 (궁한년년한불궁) : 해마다 한을 다하고자 하나 한은 끝이 없네.
聲斷曉岑殘月白 (성단효잠잔월백) : 자규 소리도 끊긴 새벽 묏부리 달빛만 희고
血流春谷落花紅 (혈류춘곡낙화홍) : 피 뿌린 듯 봄 골짜기 떨어진 꽃이 붉구나.
天聾尙未聞哀訴 (천롱상미문애소) : 하늘은 귀머거리라 슬픈 하소연 듣지 못하는데
何乃愁人耳獨聽 (하내수인이독청) : 어찌해서 수심 많은 내 귀만 홀로 듣는가.

## 관풍헌
관풍헌은 조선시대 지방의 업무를 처리하던 관청건물로 앞면 3칸·옆면 3칸 규모의 건물과 부속건물로 이루어져 있다. 현재는 조계종 보덕사에서 포교당으로 이용하고 있다. 이곳에서 약 50m 정도 떨어진 곳에 자규루라는 누각이 있다.

## 갤러리

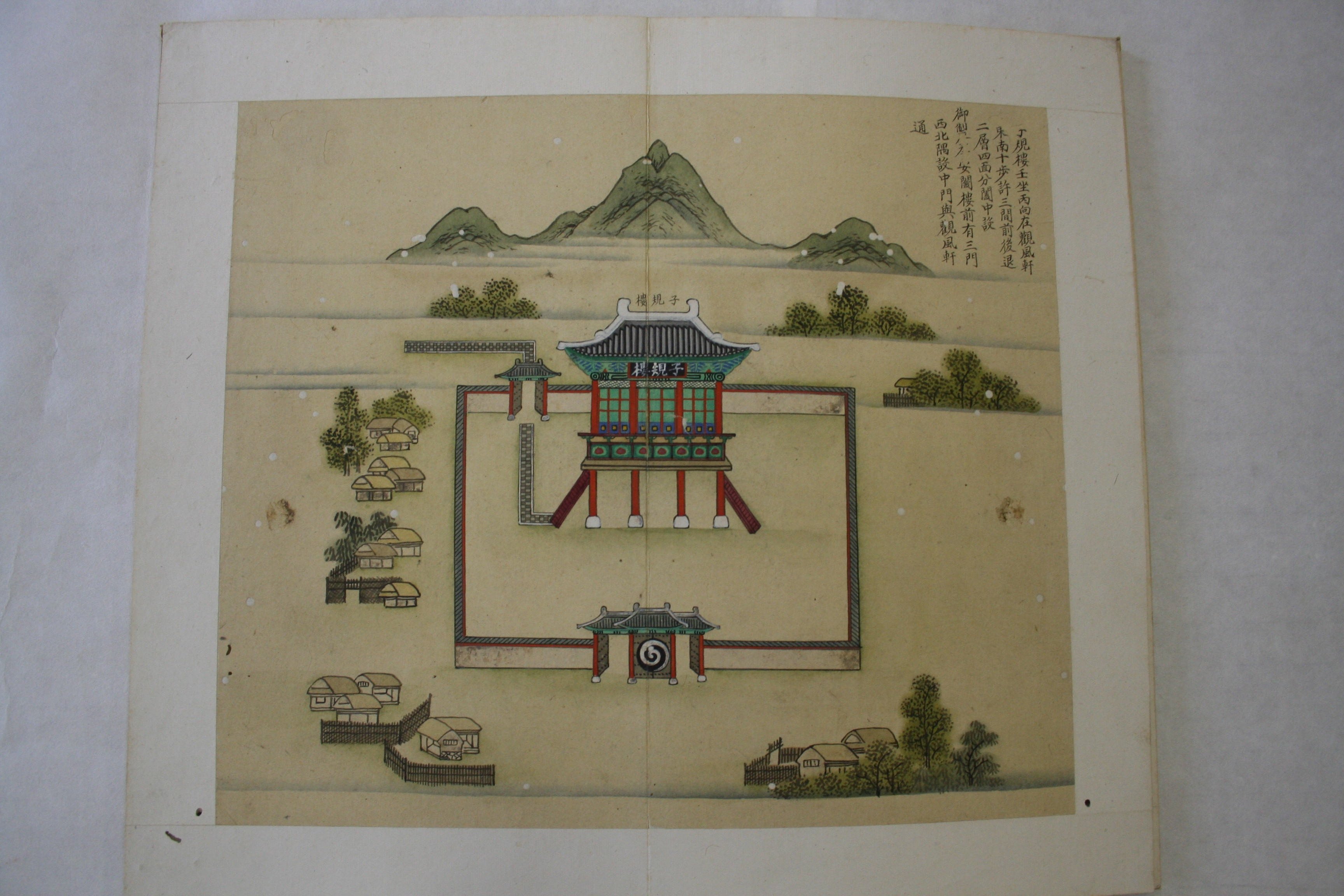
보물 제1536호 월중도 (제4면 자규루)
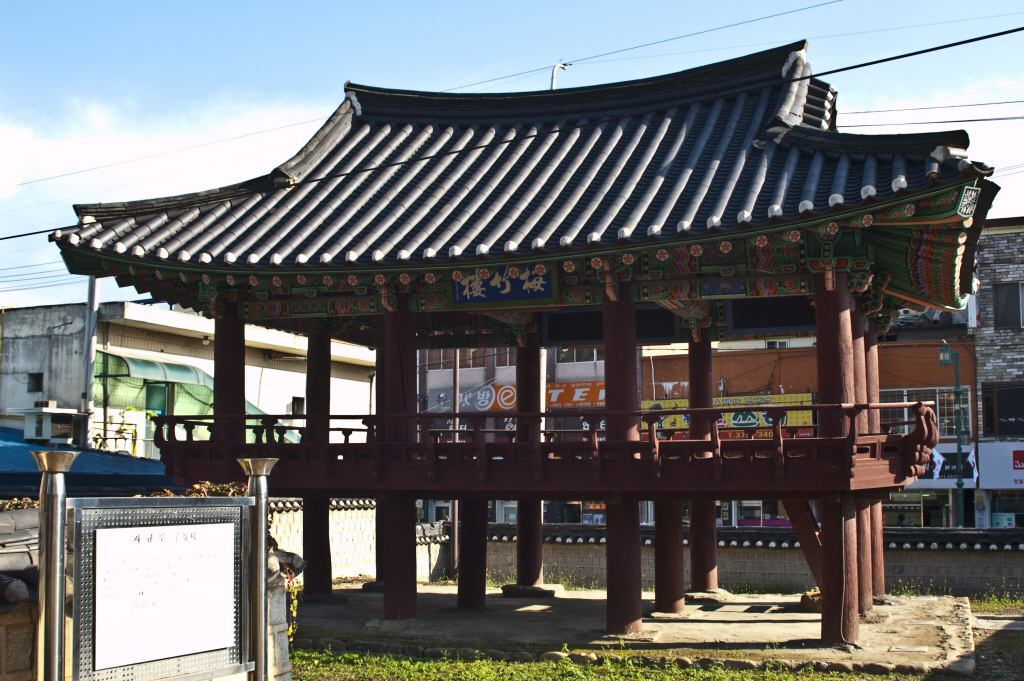
자규루
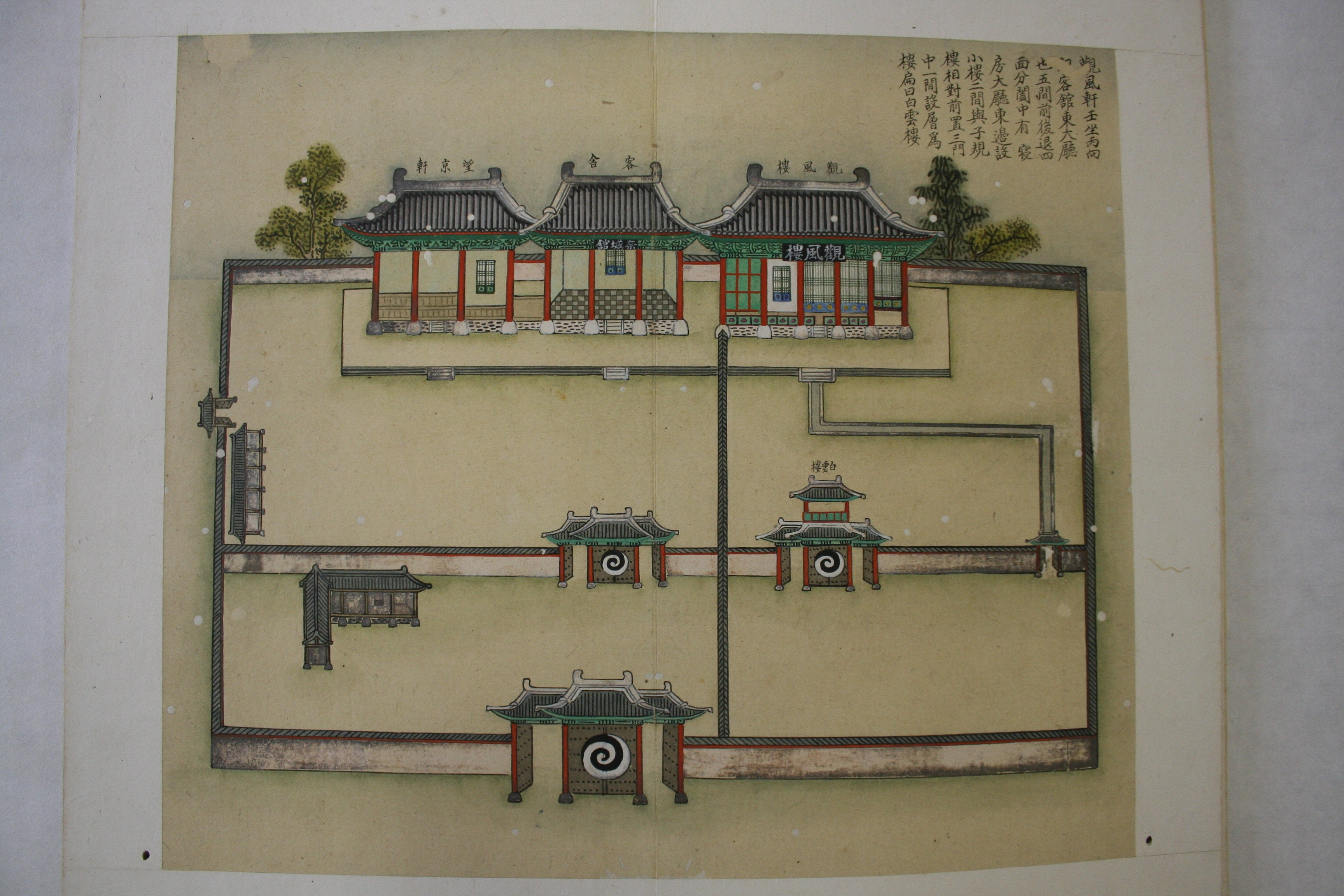
보물 제1536호 월중도 (제3면 관풍헌)
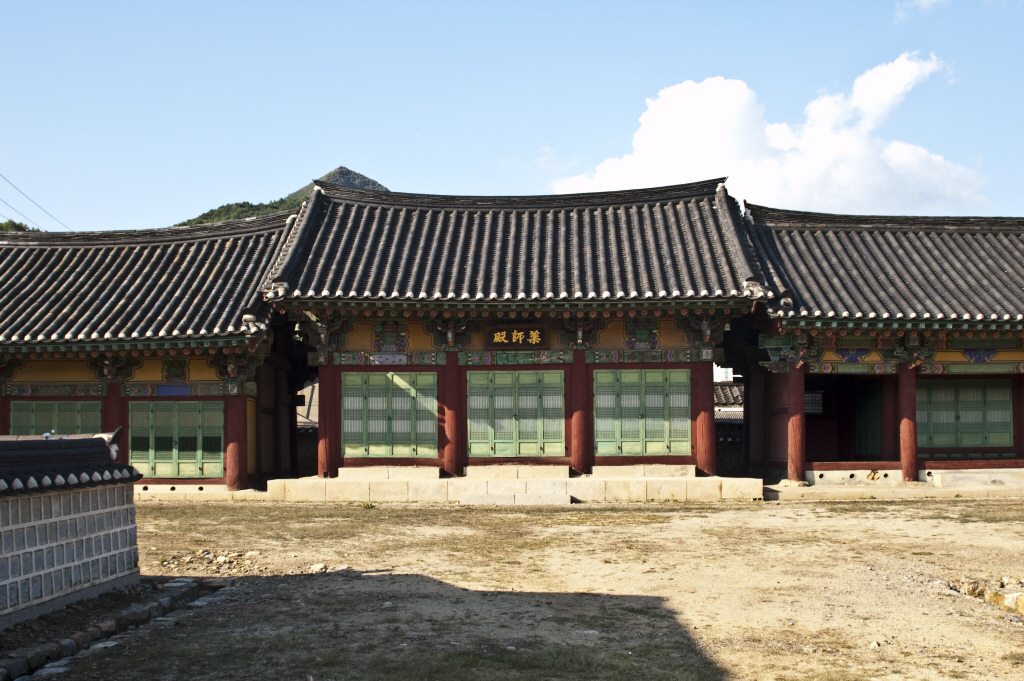
관풍헌
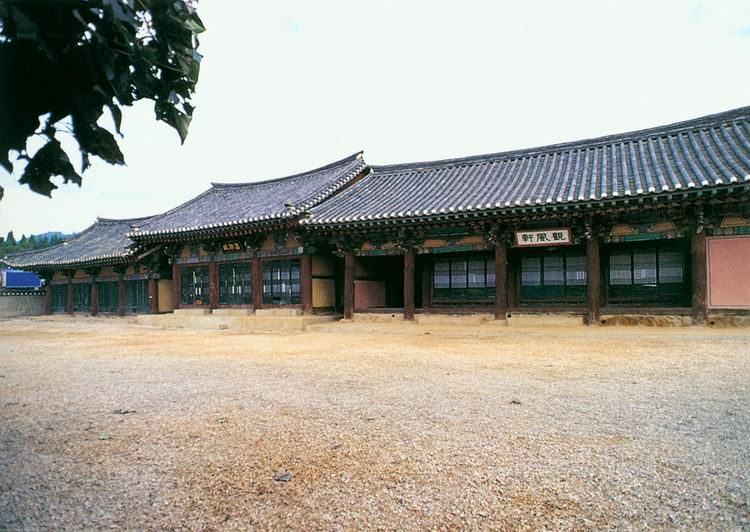
관풍헌

## 같이 보기
- 영월부 관아 - 사적 제534호

## 참고 자료
- 자규루 및 관풍헌 - 국가유산청 국가유산포털